# ATM (película)
ATM (en español: Cajero automático o Trampa mortal) es una película estadounidense de suspense, estrenada el 6 de abril del 2012, dirigida por David Brooks y protagonizada por Brian Geraghty, Alice Eve, y Josh Peck.

## Sinopsis
Tres compañeros de trabajo acaban teniendo que luchar desesperadamente por sobrevivir cuando son atrapados por un asesino dentro de un cajero automático

## Reparto
- Brian Geraghty como David Hargrove.
- Alice Eve como Emily Brandt.
- Josh Peck como Corey Thompson.
- Mike O'Brien como el desconocido.
- Robert Huculak como Robert.
- Ernesto Griffith como guardia de seguridad.
- Bryan Clark como Jerry.
- Daniel De Jaeger como Luke.
- Omar Khan como Christian.
- Aaron Hughes como patrullero.
- Will Woytowich como Sargent.
- Glen Thompson como Harold.

## Producción
Al principio la actriz que iba a interpretar a Emily Brandt era Margarita Levieva, pero finalmente el papel acabó recayendo en Alice Eve.

## Recepción
La película no fue bien recibida, en el sitio Rotten Tomatoes su calificación es de 9% y en Metacritic tiene una puntuación de 34/100 basado en 10 críticas.
- Datos: Q1060517